# Charlie strażakiem
Charlie strażakiem (ang. The Fireman) – amerykański film niemy z 1916 roku.

## Opis fabuły

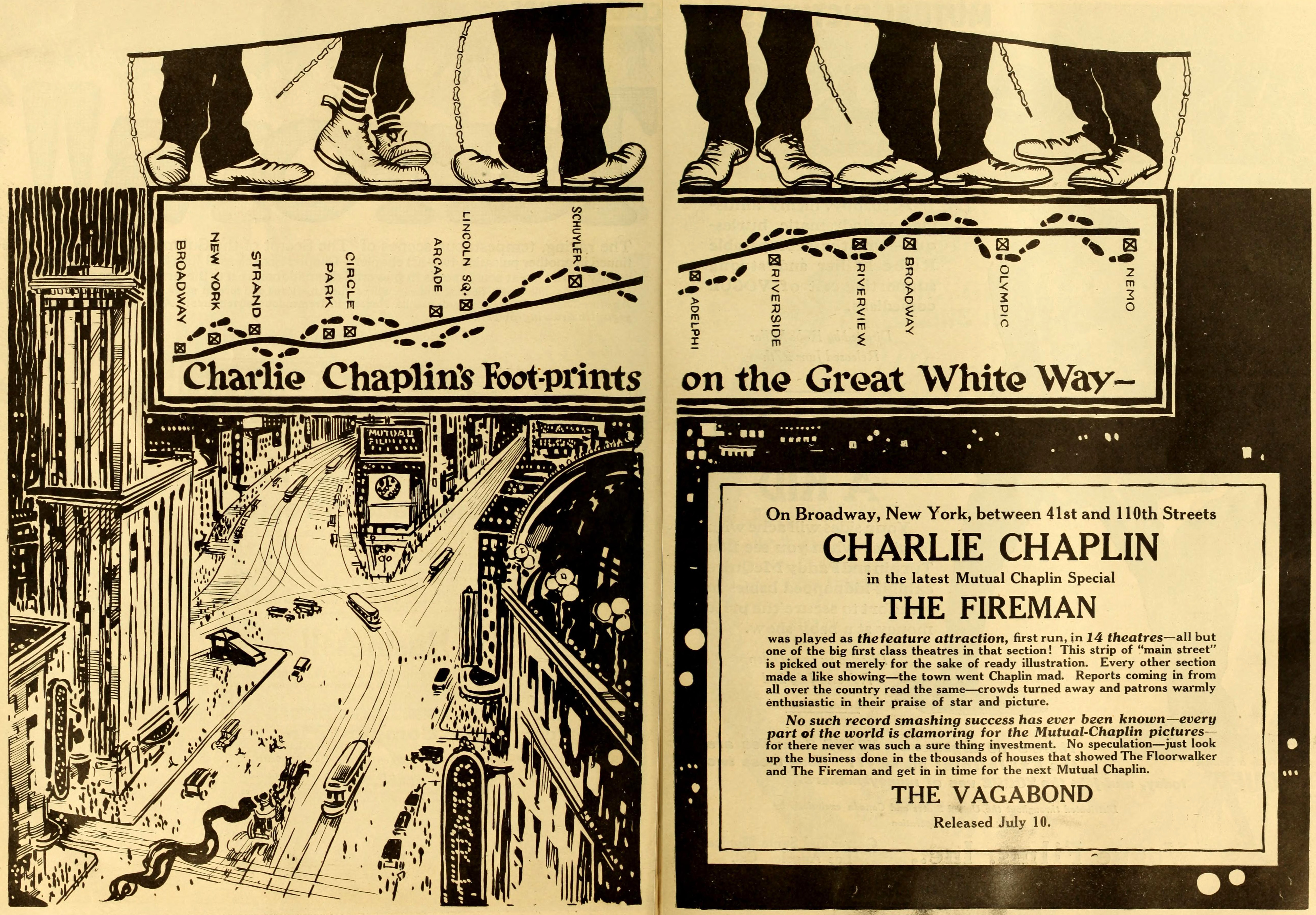
Alternatywny plakat filmowy

Ojciec młodej dziewczyny (Bacon) umawia się z miejscowym komendantem straży pożarnej (Campbell), aby spalić jego dom, w celu zainkasowania pieniędzy z ubezpieczenia.
Jednak prawdziwy ogień wybucha w innej części miasta. Strażacy ignorują prośby mieszkańca płonącego budynku, kiedy stara się ich ostrzec, najpierw poprzez ogłoszenie alarmu pożarowego, później dzwoniąc na straż pożarną, następnie przychodząc do remizy osobiście. Ostatecznie, strażak (Chaplin) zawiadamia zwierzchnika, i brygada strażaków udaje się ugasić pożar. Ojciec nie zdaje sobie sprawy, że jego córka nadal jest w płonącym budynku, wtedy ten sam bohaterski pożarnik wspina się po elewacji budynku, by uratować dziewczynę.

## Obsada
- Charlie Chaplin – strażak
- Edna Purviance – dziewczyna
- Lloyd Bacon – jej ojciec
- Eric Campbell –  dowódca brygady
- Leo White – właściciel płonącego domu